# Ventspils
Ventspils () je pristaniško mesto na severozahodu Latvije. Leži na obali Baltskega morja ob izlivu reke Vente (ime bi se dobesedno prevedlo kot »Ventograd«) v zgodovinski pokrajini Kurlandiji, severno od Liepāje in zahodno od Rige. Z okoli 32 600 prebivalci je šesto največje mesto v državi.

## Ime
Zgodovinsko je bilo mesto znano pod nemškim imenom Windau. V carski Rusiji je imelo rusko ime Vindava (Виндава), ki danes velja za arhaično.
Livonsko ime mesta je Vǟnta, estonsko Vindavi in poljsko Windawa.

## Zgodovina
Mesto se je razvilo okrog gradu livonskega reda, zgrajenega konec 13. stoletja. V obdobju livonskega reda je bilo član Hanzeatske zveze. Leta 1378 je dobilo mestne pravice.
Kot del vojvodine Kurlandije, zlasti med vladavino Jakoba Kettlerja po letu 1642, se je Windau razvil v središče ladjedelništva. Razvoj mesta so pospeševala kovinarska, jantarna in lesnopredelovalna podjetja. Mesto je bilo uničeno med veliko severno vojno, večino preostalih prebivalcev pa je leta 1711 pomorila kuga in mesto je nazadovalo.
Leta 1795 je Kurlandija kot rezultat tretje delitve Poljske prišla pod rusko oblast. Sčasoma si je mesto povrnilo nekaj nekdanje pomembnosti: pristanišče je bilo posodobljeno in konec 19. stoletja z železnico povezano z Moskvo ter postalo eno najdonosnejših v državi.
Med prvo svetovno vojno je bilo veliko prebivalcev prisilno evakuiranih v notranjost Rusije. Spomladi 1915 je mesto zasedla Nemčija, leta 1919 pa je pripadlo novoustanovljeni samostojni Latviji.
Po sklenitvi nemško-sovjetskega pakta o nenapadanju in sovjetsko-latvijskega pakta o vzajemni pomoči oktobra 1939 je Sovjetska zveza v Ventspilsu vzpostavila vojaško bazo. Od 1941 do 1945 je mesto okupiral nemški Wehrmacht. Jeseni 1944 se je mesto znašlo v »kurlandskem žepu«, v katerem so ostale odrezane nemške enote vse do kapitulacije Nemčije; rdeča armada je v Ventspils vstopila šele 10. maja 1945.
Po drugi svetovni vojni je Ventspils postal tranzitno in ribiško pristanišče, kasneje pa največje izvozno pristanišče nafte in naftnih derivatov ZSSR. V današnji Latviji je postal tudi turistična destinacija.

## Prebivalstvo
Pred razpadom Sovjetske zveze je število prebivalcev Ventspilsa preseglo 50 000, odtlej pa se počasi zmanjšuje. Popis 2021 je zabeležil 33 372 prebivalcev naslednje narodnostne sestave:
- Latvijci: 19 917 (59,68 %)
- Rusi: 8599 (25,76 %)
- Ukrajinci: 1395 (4,18 %)
- Belorusi: 1371 (4,10 %)
- Poljaki: 323 (0,96 %)
- Litovci: 275 (0,82 %)
- drugo: 1492 (4,47 %)

## Zanimivosti
V Ventspilsu je leta 2002 in 2012 potekala mednarodna razstava CowParade. Po mestu je razpostavljenih 28 umetniških kipov krav iz fiberglasa, ki so zaslovele kot svojevrstna zanimivost.
Leta 2011 je Ventspils uvedel lastno plačilno sredstvo, venti, s katerim je mogoče plačevati v turističnih, kulturnih in športnih objektih. 100 ventijev je vrednih 1 evro in v obtoku so bankovci, na katerih so upodobljene krave.